# Xica Hast Ano Coii
Serrano (Xica Hast Ano Coii) /= ‘los que viven en las montañas’ ili ‘they who live in the mountains’,/ jedna od 6 različitih skupina Seri Indijanaca. Živjeli su u planinskom području otoka San Esteban i krajnjem jugu otoka Tiburón u Kalifornijskom zaljevu, Meksiko. Sastojali su se od bandi Xnitom, Pajíi, Coftécöl Iifa i Coiij. 